# Tolpia brachyptera
Tolpia brachyptera är en fjärilsart som beskrevs av George Francis Hampson 1926. Tolpia brachyptera ingår i släktet Tolpia och familjen nattflyn. Inga underarter finns listade i Catalogue of Life.